# Weeton (North Yorkshire)
Weeton – wieś w Anglii, w hrabstwie North Yorkshire, w dystrykcie (unitary authority) North Yorkshire. Leży 33 km na zachód od miasta York i 285 km na północ od Londynu.